# Сили «Кудс»
Сили «Кудс» (перс. نیروی قدس, букв. «Єрусалимські сили») — одна з п'яти гілок іранського Корпусу вартових ісламської революції (КВІР), що спеціалізується на нетрадиційних засобах ведення війни та військових розвідувальних операціях. Генерал армії США, учасник війни в Іраку Стенлі Маккристал описує «Сили Кудс» як організацію, що є аналогом поєднання ЦРУ та Об'єднаного командування спеціальних операцій (JSOC) у США. Відповідаючи за екстериторіальні операції, «Сили Кудс» надають підтримку недержавним акторам у багатьох країнах, включаючи «Хезболлу», ХАМАС, Палестинський ісламський джихад, єменських хуситів і шиїтські збройні формування в Іраку, Сирії та Афганістані.
Сили Кудс підпорядковуються безпосередньо Верховному лідеру Ірану Алі Хаменеї. Після загибелі Касема Сулеймані його замінив його заступник Есмаїл Гаані. У 2019 році Державний секретар США визначив Корпус вартових ісламської революції та сили «Кудс» як іноземну терористичну організацію (FTO) на підставі «постійної підтримки та участі КВІР у терористичній діяльності по всьому світу». Це був перший випадок, коли США включили до переліку FTO інше державне відомство.

## Чисельність
Офіційних даних про чисельність особового складу сил «Кудс» немає. На думку деяких експертів, вони налічують не більше ніж 2 тисячі осіб, а на думку інших експертів і аналітиків — від 3 до 50 тисяч.